# Капустинский сельский совет (Липоводолинский район)
Капустинский сельский совет (укр. Капустинська сільська рада) — входит в состав
Липоводолинского района
Сумской области
Украины.
Административный центр сельского совета находится в 
с. Капустинцы
.

## Населённые пункты совета
- с. Капустинцы
- с. Гришки
- с. Клюсы
- с. Тарасенки